# Список серій мультсеріалу «Леді Баґ і Супер-Кіт»
Мультсеріал «Леді Баг і Супер-Кіт» вперше вийшов 1 вересня 2015 року у Південній Кореї на телеканалі «EBS1» та 19 жовтня 2015 у Франції на телеканалі TF1. Станом на 1 січня 2025 року в етер вийшло 5 повних сезонів.
1 сезон
До свого дебюту у Франції 19 жовтня 2015 року на TF1, серіал був вперше показаний у Південній Кореї 1 вересня 2015 року на «EBS1». В Україні прем'єра відбулася 16 листопада 2017 року на телеканалі «Піксель TV» та 1 березня 2019 на телеканалі «ПлюсПлюс». На «Піксель TV» серіал транслювали щодня по 1 серії. Спочатку була показана 2 серія сезону «Злолюстратор», а потім 1-а «Негода». На «ПлюсПлюс» сезон транслювали також щодня по 1 серії, але 25 березня 2019 вийшло одразу 2 останні серії «Кунг суп» та «Вольпіна».
2 сезон
Прем'єра другого сезону відбулася в Іспанії, 21 жовтня 2017 року на місцевому Disney Channel було показано одразу два епізоди: «Колекціонер» (фр. Le Collectionneur) та «Злючий ведмедик» (фр. Doudou vilain). Другою прем'єру показала Франція 26 жовтня на TF1. В Україні прем'єра другого сезону відбулася 26 березня 2019. З 26 березня по 7 квітня транслювалася перша половина сезону (1—13 серія). З 17 травня по 29 травня транслювалася друга половина сезону (14—26 серія).
3 сезон
Іспанський Disney Channel 1 грудня 2018 о 11:40 показав перший епізод серіалу «Хамелеон» (фр. Caméléon). Через 80 хвилин після Іспанії, прем'єру показала Португалія. В Україні прем'єра сезону відбулася 22 вересня 2019. З 22 вересня по 11 жовтня серії виходили за виробничим кодом, окрім серії «Мисливиця на квомі», яка вийшла 14 жовтня. 12 жовтня було показано передостанню серію під назвою «Леді Баґ». 13 жовтня транслювалася перша частина фіналу, а друга 15 жовтня. В Україні сезон закінчився 31 грудня 2019 року показавши серії «Білий Кіт» та «Фелікс».
4 сезон
Прем'єра четвертого сезону відбулася в Бразилії, 23 березня 2021 року на місцевому телеканалі Gloob. Другою прем'єру показала Швейцарія 3 квітня 2021 року на телеканалі RTS UN. Прем'єра в Україні відбулася 6 вересня 2021. З 6 по 11 вересня вийшли 1-3, 8, 11 і 13 серія сезону. З 11 по 14 листопада відбулася прем'єра ще 5 серій. З 13 по 21 грудня вийшло ще 9 серій. У 2022 «ПлюсПлюс» встигли показати лише 5, за хронологією, серію 20 лютого. В Україні сезон закінчився 1 січня 2023 року показом серій «Ризик» та «Контрудар».
5 сезон
Прем'єра п'ятого сезону відбулася В Бразилії, 14 червня 2022 року, таким чином в етер вийшов перший за хронологією епізод п'ятого сезону «Еволюція». 1 липня 2023 року на швейцарському телеканалі RTS були показані дві фінальні серії сезону, «Підпорядкування» і «Відтворення». Прем'єра цього сезону в Україні відбулась 28 серпня 2023 року, а закінчилась 21 жовтня того ж року показом «Дія», що є 27 за виробничим кодом.

## Огляд серіалу
| Сезон                   | Сезон                            | Кількість серій                  | Дата показу у Франції                                 | Дата показу у Франції                                 | Дата показу в Україні | Дата показу в Україні |
| Сезон                   | Сезон                            | Кількість серій                  | Прем'єра                                              | Фінал                                                 | Прем'єра              | Фінал                 |
| ----------------------- | -------------------------------- | -------------------------------- | ----------------------------------------------------- | ----------------------------------------------------- | --------------------- | --------------------- |
|                         | 1                                | 26                               | 19 жовтня 2015                                        | 30 жовтня 2016                                        | 1 березня 2019        | 25 березня 2019       |
|                         | 2                                | 26                               | 26 жовтня 2017                                        | 18 листопада 2018                                     | 26 березня 2019       | 28 травня 2019        |
|                         | 3                                | 26                               | 14 квітня 2019                                        | 8 грудня 2019                                         | 22 вересня 2019       | 31 грудня 2019        |
|                         | 4                                | 26                               | 11 квітня 2021                                        | 13 березня 2022                                       | 6 вересня 2021        | 1 січня 2023          |
|                         | 5                                | 27                               | 24 жовтня 2022                                        | 1 листопада 2023                                      | 28 серпня 2023        | 21 жовтня 2023        |
|                         | 6                                | 26                               | 23 березня 2025                                       | 2025                                                  | ТВА                   | ТВА                   |
|                         | 7                                | 26                               | 2026                                                  | 2026                                                  | ТВА                   | ТВА                   |
|                         | 8                                | 26                               | ТВА                                                   | ТВА                                                   | ТВА                   | ТВА                   |
|                         | 9                                | 26                               | ТВА                                                   | ТВА                                                   | ТВА                   | ТВА                   |
|                         | 10                               | 26                               | ТВА                                                   | ТВА                                                   | ТВА                   | ТВА                   |
| Леді Баґ: Навколо світу |                                  |                                  |                                                       |                                                       |                       |                       |
|                         | Нью-Йорк — Згуртовані герої      | Нью-Йорк — Згуртовані герої      | 26 вересня 2020 (Disney Channel) 18 жовтня 2020 (TF1) | 26 вересня 2020 (Disney Channel) 18 жовтня 2020 (TF1) | 31 грудня 2020        | 31 грудня 2020        |
|                         | Шанхай — Легенда про Леді Дракон | Шанхай — Легенда про Леді Дракон | 4 квітня 2021 (TF1)                                   | 4 квітня 2021 (TF1)                                   | 24 серпня 2021        | 24 серпня 2021        |
|                         | Париж — Темна Баґ і Чорнокіготь  | Париж — Темна Баґ і Чорнокіготь  | 21 жовтня 2023 (Disney Channel)                       | 21 жовтня 2023 (Disney Channel)                       | 28 вересня 2024       | 28 вересня 2024       |
|                         | Лондон — На краю часу            | Лондон — На краю часу            | 5 жовтня 2024 (Disney Channel)                        | 5 жовтня 2024 (Disney Channel)                        | TBA                   | TBA                   |
|                         | Токіо — Зоряна Сила              | Токіо — Зоряна Сила              | 4-ий квартал 2025                                     | 4-ий квартал 2025                                     | TBA                   | TBA                   |
| Фільми                  |                                  |                                  |                                                       |                                                       |                       |                       |
|                         | Леді Баґ і Супер-Кіт: Фільм      | Леді Баґ і Супер-Кіт: Фільм      | 5 липня 2023                                          | 5 липня 2023                                          | TBA                   | TBA                   |
|                         | Леді Баґ і Супер-Кіт: Фільм 2    | Леді Баґ і Супер-Кіт: Фільм 2    | 2028                                                  | 2028                                                  | TBA                   | TBA                   |

## Список сезонів

### Перший сезон (2015―2016)
| №  | #  | Назва                                                           | Автор(-и) сценарію                                                               | Режисер(-и)  | Перший показ      | Показ в Україні | Вироб. код |
| -- | -- | --------------------------------------------------------------- | -------------------------------------------------------------------------------- | ------------ | ----------------- | --------------- | ---------- |
| 1  | 1  | «Буря» «Stormy Weather»                                         | Фред Ленуар                                                                      | Томас Астрюк | 1 вересня 2015    | 1 березня 2019  | 101        |
| 2  | 2  | «Злолюстратор» «The Evillustrator»                              | Матью Шоке                                                                       | Томас Астрюк | 26 жовтня 2015    | 2 березня 2019  | 102        |
| 3  | 3  | «Леді Вайфай» «Lady Wifi»                                       | Себастьян Тобідо                                                                 | Томас Астрюк | 6 жовтня 2015     | 2 березня 2019  | 103        |
| 4  | 4  | «Принцеса запахів» «Princess Fragrance»                         | Матью Шоке, Леоні ДеРаддер                                                       | Томас Астрюк | 13 березня 2016   | 4 березня 2019  | 104        |
| 5  | 5  | «Темний Купідон» «Dark Cupid»                                   | Регіс Жолін                                                                      | Томас Астрюк | 29 жовтня 2015    | 5 березня 2019  | 105        |
| 6  | 6  | «Пан Голуб» «Mr. Pigeon»                                        | Гійом Молан, Себастьян Урсель                                                    | Томас Астрюк | 29 вересня 2015   | 6 березня 2019  | 106        |
| 7  | 7  | «Пікселятор» «Pixelator»                                        | Гійом Молан, Себастьян Урсель                                                    | Томас Астрюк | 3 березня 2016    | 7 березня 2019  | 107        |
| 8  | 8  | «Двійникіт» «Copycat»                                           | Себастьян Тобідо, Паскаль Бутбуль                                                | Томас Астрюк | 15 вересня 2015   | 8 березня 2019  | 108        |
| 9  | 9  | «Бульбашник» «The Bubbler»                                      | Томас Астрюк, Себастьян Тобідо                                                   | Томас Астрюк | 8 вересня 2015    | 9 березня 2019  | 109        |
| 10 | 10 | «Гипнотизер» «Simon Says»                                       | Фред Ленуар                                                                      | Томас Астрюк | 6 березня 2016    | 10 березня 2019 | 110        |
| 11 | 11 | «Роджеркоп» «Rogercop»                                          | Денис Бардіо                                                                     | Томас Астрюк | 20 жовтня 2015    | 11 березня 2019 | 111        |
| 12 | 12 | «Ґеймер» «Gamer»                                                | Гійом Молан, Себастьян Урсель                                                    | Томас Астрюк | 17 січня 2016     | 12 березня 2019 | 112        |
| 13 | 13 | «Перевертень» «Animan»                                          | Седрік Перрен, Жан-Крістоф Ерве                                                  | Томас Астрюк | 24 січня 2016     | 13 березня 2019 | 113        |
| 14 | 14 | «Темний Лицар» «Darkblade»                                      | Матью Шоке, Леоні ДеРаддер                                                       | Томас Астрюк | 17 листопада 2015 | 14 березня 2019 | 114        |
| 15 | 15 | «Фараон» «The Pharaoh»                                          | Седрік Бекконьє                                                                  | Томас Астрюк | 13 жовтня 2015    | 15 березня 2019 | 115        |
| 16 | 16 | «Часолітка» «Timebreaker»                                       | Себастьян Тобідо, Майкл Делаченаль                                               | Томас Астрюк | 22 вересня 2015   | 16 березня 2019 | 116        |
| 17 | 17 | «Страховидло» «Horrificator»                                    | Фред Ленуар                                                                      | Томас Астрюк | 30 жовтня 2015    | 17 березня 2019 | 117        |
| 18 | 18 | «Лялькарка» «The Puppeteer»                                     | Себастьян Тобідо                                                                 | Томас Астрюк | 7 лютого 2016     | 18 березня 2019 | 118        |
| 19 | 19 | «Мім» «The Mime»                                                | Томас Астрюк, Франсуа Шарпіа, Майкл Делаченаль, Карін Лолліхон, Себастьян Тобідо | Томас Астрюк | 24 листопада 2015 | 19 березня 2019 | 119        |
| 20 | 20 | «Лихий Гітарист» «Guitar Villain»                               | Себастьян Тобідо                                                                 | Томас Астрюк | 28 лютого 2016    | 20 березня 2019 | 120        |
| 21 | 21 | «Дзеркалка» «Reflekta»                                          | Софі Лодвіц, Єва Післер                                                          | Томас Астрюк | 21 лютого 2016    | 21 березня 2019 | 121        |
| 22 | 22 | «Початок. Частина перша» «Ladybug & Cat Noir - Origins, Part 1» | Томас Астрюк, Квентін та Себастьян Тобідо                                        | Томас Астрюк | 1 березня 2016    | 22 березня 2019 | 122        |
| 23 | 23 | «Початок. Частина друга» «Stoneheart - Origins, Part 2»         | Томас Астрюк, Квентін та Себастьян Тобідо                                        | Томас Астрюк | 2 березня 2016    | 23 березня 2019 | 123        |
| 24 | 24 | «Антибаґ» «Antibug»                                             | Себастьян Тобідо                                                                 | Томас Астрюк | 31 січня 2016     | 24 березня 2019 | 124        |
| 25 | 25 | «Кунг суп» «Kung Food»                                          | Матью Шоке, Фред Ленуар                                                          | Томас Астрюк | 10 січня 2016     | 25 березня 2019 | 125        |
| 26 | 26 | «Вольпіна» «Volpina»                                            | Матью Шоке, Леоні ДеРаддер                                                       | Томас Астрюк | 19 березня 2016   | 25 березня 2019 | 126        |

### Другий сезон (2016—2018)
| №  | #  | Назва                                                                                  | Автор(-и) сценарію                                                     | Режисер(-и)                                     | Перший показ      | Показ в Україні | Вироб. код |
| -- | -- | -------------------------------------------------------------------------------------- | ---------------------------------------------------------------------- | ----------------------------------------------- | ----------------- | --------------- | ---------- |
| 27 | 1  | «Колекціонер» «The Collector»                                                          | Томас Астрюк, Матью Шоке, Фред Ленуар, Себастьян Тобідо                | Томас Астрюк, Вільфрід Бред                     | 21 жовтня 2017    | 26 березня 2019 | 201        |
| 28 | 2  | «Королева Ефіру» «Prime Queen»                                                         | Томас Астрюк, Матью Шоке, Фред Ленуар, Себастьян Тобідо                | Томас Астрюк, Крістін Абгралл                   | 25 жовтня 2017    | 27 березня 2019 | 202        |
| 29 | 3  | «Морозник» «Glaciator»                                                                 | Томас Астрюк, Матью Шоке, Фред Ленуар, Себастьян Тобідо                | Томас Астрюк, Вільфрід Бред                     | 14 січня 2018     | 28 березня 2019 | 203        |
| 30 | 4  | «Злючий ведмедик» «Despair Bear»                                                       | Томас Астрюк, Матью Шоке, Фред Ленуар, Нолвен П'єр, Себастьян Тобідо   | Томас Астрюк, Ян Вайолет                        | 21 жовтня 2017    | 29 березня 2019 | 204        |
| 31 | 5  | «Хаосистентка» «Troublemaker»                                                          | Томас Астрюк, Матью Шоке, Фред Ленуар, Себастьян Тобідо                | Томас Астрюк, Вільфрід Бред                     | 16 червня 2018 ,  | 30 березня 2019 | 205        |
| 32 | 6  | «Гігантитан» «Gigantitan»                                                              | Томас Астрюк, Матью Шоке, Фред Ленуар, Себастьян Тобідо                | Томас Астрюк, Крістін Абгралл                   | 26 листопада 2017 | 31 березня 2019 | 206        |
| 33 | 7  | «Контратака» «Riposte»                                                                 | Томас Астрюк, Матью Шоке, Фред Ленуар, Себастьян Тобідо                | Томас Астрюк, Ян Вайолет                        | 1 листопада 2017  | 1 квітня 2019   | 207        |
| 34 | 8  | «Бефана» «Befana»                                                                      | Томас Астрюк, Мелані Дюваль, Себастьян Тобідо                          | Томас Астрюк, Бенуа Буше                        | 30 жовтня 2017    | 2 квітня 2019   | 208        |
| 35 | 9  | «Зловій» «Frightningale»                                                               | Томас Астрюк, Матью Шоке, Фред Ленуар, Себастьян Тобідо                | Томач Астрюк, Джеремі Паолетті, Крістін Абгралл | 12 травня 2018    | 3 квітня 2019   | 209        |
| 36 | 10 | «Горизілла» «Gorizilla»                                                                | Томас Астрюк, Мелані Дюваль, Себастьян Тобідо, Матью Шоке              | Томас Астрюк, Бенуа Буше                        | 14 березня 2018   | 4 квітня 2019   | 210        |
| 37 | 11 | «Робостус» «Robostus»                                                                  | Томас Астрюк, Матью Шоке, Фред Ленуар, Себастьян Тобідо                | Томас Астрюк, Вільфрід Бред                     | 3 листопала 2017  | 5 квітня 2019   | 211        |
| 38 | 12 | «Сапотиси» «Sapotis»                                                                   | Томас Астрюк, Матью Шоке, Фред Ленуар, Себастьян Тобідо                | Томас Астрюк, Ян Вайолет                        | 21 січня 2018     | 6 квітня 2019   | 212        |
| 39 | 13 | «Темний Пугач» «The Dark Owl»                                                          | Томас Астрюк, Матью Шоке, Фред Ленуар, Себастьян Тобідо                | Томас Астрюк, Ян Вайолет                        | 5 грудня 2017     | 7 квітня 2019   | 213        |
| 40 | 14 | «Сирена» «Syren»                                                                       | Томас Астрюк, Мелані Дюваль, Себастьян Тобідо                          | Томас Астрюк, Бенуа Буше                        | 5 травня 2018     | 17 травня 2019  | 214        |
| 41 | 15 | «Зомбіцьом» «Zombizou»                                                                 | Томас Астрюк, Вільфрід Бред                                            | Томас Астрюк, Вільфрід Бред                     | 13 квітня 2018    | 18 травня 2019  | 215        |
| 42 | 16 | «Капітан Хард-Рок» «Capitain Hardrock»                                                 | Томас Астрюк, Фред Ленуар, Жан-Ремі Перрен, Себастьян Тобідо           | Томас Астрюк, Вільфрід Бред                     | 30 березня 2018 , | 19 травня 2019  | 216        |
| 43 | 17 | «Льодовик» «Frozer»                                                                    | Томас Астрюк, Фред Ленуар, Жан-Ремі Перрен, Себастьян Тобідо           | Томас Астрюк, Джеремі Паолетті                  | 12 жовтня 2018    | 20 травня 2019  | 217        |
| 44 | 18 | «Королева Стилю. Битва королев. Частина перша» «Style Queen (Queen's Battle - Part 1)» | Томас Астрюк, Матью Шоке, Фред Ленуар, Себастьян Тобідо                | Томас Астрюк, Ян Вайолет                        | 6 жовтня 2018 ,   | 21 травня 2019  | 218        |
| 45 | 19 | «Королева Ос. Битва королев. Частина друга» «Queen Wasp (Queen's Battle - Part 2)»     | Томас Астрюк, Матью Шоке, Фред Ленуар, Себастьян Тобідо                | Томас Астрюк, Вільфрід Бред                     | 6 жовтня 2018 ,   | 22 травня 2019  | 219        |
| 46 | 20 | «Перетворювач» «Reverser»                                                              | Томас Астрюк, Фред Ленуар                                              | Томас Астрюк, Бенуа Буше                        | 23 липня 2018     | 23 травня 2019  | 220        |
| 47 | 21 | «Анансі» «Anansi»                                                                      | Томас Астрюк, Мелані Дюваль, Себастьян Тобідо, Фред Ленуар             | Томас Астрюк, Бенуа Буше                        | 10 вересня 2018   | 24 травня 2019  | 221        |
| 48 | 22 | «Заклинатель» «Maledictator»                                                           | Томас Астрюк, Матью Шоке, Фред Ленуар, Себастьян Тобідо                | Томас Астрюк, Бенуа Буше                        | 12 жовтня 2018    | 25 травня 2019  | 222        |
| 49 | 23 | «Піщаний хлопчик» «Sandboy»                                                            | Томас Астрюк, Маелані Дюваль, Фред Ленуар, Себастьян Тобідо            | Томас Астрюк, Ян Вайолет                        | 24 вересня 2018   | 26 травня 2019  | 223        |
| 50 | 24 | «Активаторка. День героїв. Частина перша» «Catalyst (Heroes' Day - Part 1)»            | Томас Астрюк, Матью Шоке, Мелані Дюваль, Фред Ленуар, Себастьян Тобідо | Томас Астрюк, Джеремі Паолетті, Ян Вайолет      | 21 жовтня 2018    | 27 травня 2019  | 224        |
| 51 | 25 | «Маюра. День героїв. Частина друга» «Mayura (Heroes' Day - Part 2)»                    | Томас Астрюк, Матью Шоке, Мелані Дюваль, Фред Ленуар, Себастьян Тобідо | Томас Астрюк, Бенуа Буше, Ян Вайолет            | 3 листопада 2018  | 28 травня 2019  | 225        |
| 52 | 26 | «Санта Хаос» «Santa Claws»                                                             | Джеремі Заг, Томас Астрюк, Фред Ленуар, Себастьян Тобідо               | Томас Астрюк                                    | 11 грудня 2016    | 29 травня 2019  | 226        |

### Третій сезон (2018—2019)
| №  | #  | Назва | Автор(-и) сценарію                                                        | Режисер(-и)                                   | Перший показ      | Показ в Україні | Вироб. код |
| -- | -- | --- | ------------------------------------------------------------------------- | --------------------------------------------- | ----------------- | --------------- | ---------- |
| 53 | 1  | «Хамелеон» «Chameleon»                                                                                           | Томас Астрюк, Мелані Дюваль, Фред Ленуар, Себастьян Тобідо                | Томас Астрюк, Вільфрід Бред, Ян Вайолет       | 1 грудня 2018 ,   | 22 вересня 2019 | 301        |
| 54 | 2  | «Анімайстер» «Animaestro»                                                                                        | Томас Астрюк, Мелані Дюваль, Себастьян Тобідо                             | Томас Астрюк, Ян Вайолет                      | 12 березня 2019   | 23 вересня 2019 | 302        |
| 55 | 3  | «Пекарікс» «Bakerix»                                                                                             | Томас Астрюк, Фред Ленуар, Себастьян Тобідо                               | Томас Астрюк, Ян Вайолет                      | 4 травня 2019     | 24 вересня 2019 | 303        |
| 56 | 4  | «Часовертійка» «Backwarder»                                                                                      | Томас Астрюк, Фред Ленуар, Себастьян Тобідо                               | Томас Астрюк, Бенуа Буше, Ян Вайолет          | 12 лютого 2019    | 25 вересня 2019 | 304        |
| 57 | 5  | «Дзерлялька» «Reflekdoll»                                                                                        | Томас Астрюк, Мелані Дюваль, Фред Ленуар, Себастьян Тобідо                | Томас Астрюк, Джоанна Сельсе, Ян Вайолет      | 3 вересня 2019 ,  | 26 вересня 2019 | 305        |
| 58 | 6  | «Оборонець» «Weredad»                                                                                            | Томас Астрюк, Мелані Дюваль, Фред Ленуар, Себастьян Тобідо                | Томас Астрюк, Ян Вайолет, Люсі Гвардс         | 30 грудня 2018    | 27 вересня 2019 | 306        |
| 59 | 7  | «Голосокрад» «Silencer»                                                                                          | Томас Астрюк, Мелані Дюваль, Фред Ленуар, Себастьян Тобідо                | Томас Астрюк, Ян Вайолет                      | 7 квітня 2019     | 28 вересня 2019 | 307        |
| 60 | 8  | «Оні-Чан» «Oni-Chan»                                                                                             | Томас Астрюк, Мелані Дюваль, Фред Ленуар, Себастьян Тобідо                | Томас Астрюк, Ян Вайолет                      | 4 травня 2019     | 29 вересня 2019 | 308        |
| 61 | 9  | «Чарокрадійка» «Miraculer»                                                                                       | Томас Астрюк, Матью Шоке, Фред Ленуар, Себастьян Тобідо                   | Томас Астрюк, Ян Вайолет, Крістофер Йошида    | 15 травня 2019    | 30 вересня 2019 | 309        |
| 62 | 10 | «Забуття» «Oblivio»                                                                                              | Томас Астрюк, Мелані Дюваль, Жан-Ремі Перрен, Себастьян Тобідо            | Томас Астрюк, Вілфрід Бред, Ніколас Гесс      | 19 березня 2019   | 1 жовтня 2019   | 310        |
| 63 | 11 | «Безнадія» «Desperada»                                                                                           | Томас Астрюк, Мелані Дюваль, Фред Ленуар, Себастьян Тобідо, Вільфрід Бред | Томас Астрюк, Вільфрід Бред                   | 5 вересня 2019    | 2 жовтня 2019   | 311        |
| 64 | 12 | «Кріс Майстер» «Christmaster»                                                                                    | Томас Астрюк, Мелані Дюваль, Фред Ленуар, Себастьян Тобідо                | Томас Астрюк, Ян Вайолет, Джоанна Сельсе      | 8 лютого 2019     | 3 жовтня 2019   | 312        |
| 65 | 13 | «Зоряний поїзд» «Startrain»                                                                                      | Томас Астрюк, Матью Шоке, Фред Ленуар, Себастьян Тобідо                   | Томас Астрюк, Вільфрід Бред, Крістофер Йошида | 16 вересня 2019   | 4 жовтня 2019   | 313        |
| 66 | 14 | «Мисливиця на квомі» «Kwamibaster»                                                                               | Томас Астрюк, Мелані Дюваль, Фред Ленуар, Себастьян Тобідо                | Томас Астрюк, Вільфрід Бред, Чарльз Шнек      | 12 жовтня 2019 ,  | 14 жовтня 2019  | 314        |
| 67 | 15 | «Ненажера» «Feast»                                                                                               | Томас Астрюк, Фред Ленуар, Себастьян Тобідо                               | Томас Астрюк, Вільфрід Бред                   | 17 вересня 2019   | 5 жовтня 2019   | 315        |
| 68 | 16 | «Ґеймер 2.0» «Gamer 2.0»                                                                                         | Томас Астрюк, Мелані Дюваль, Фред Ленуар, Себастьян Тобідо                | Томас Астрюк, Вільфрід Бред, Манон Серда      | 15 червня 2019    | 6 жовтня 2019   | 316        |
| 69 | 17 | «Буря 2» «Stormy Weather 2»                                                                                      | Томас Астрюк, Мелані Дюваль, Фред Ленуар, Себастьян Тобідо                | Томас Астрюк, Вільфрід Бред                   | 14 лютого 2019    | 7 жовтня 2019   | 317        |
| 70 | 18 | «Ікарí Ґозéн» «Ikari Gozen»                                                                                      | Томас Астрюк, Мелані Дюваль, Фред Ленуар, Себастьян Тобідо                | Томас Астрюк, Кирило Адам, Ян Вайолет         | 18 вересня 2019   | 8 жовтня 2019   | 318        |
| 71 | 19 | «Часографітник» «Timetagger»                                                                                     | Томас Астрюк, Мелані Дюваль, Фред Ленуар, Себастьян Тобідо                | Томас Астрюк, Кирило Адам, Ян Вайолет         | 18 травня 2019    | 9 жовтня 2019   | 319        |
| 72 | 20 | «Кайфолом» «Party Crasher»                                                                                       | Томас Астрюк, Мелані Дюваль, Фред Ленуар, Себастьян Тобідо                | Томас Астрюк, Вільфрід Бред, Ніколас Гесс     | 6 липня 2019      | 10 жовтня 2019  | 320        |
| 73 | 21 | «Лялькарка 2» «The Puppeteer 2»                                                                                  | Томас Астрюк, Мелані Дюваль, Фред Ленуар, Себастьян Тобідо                | Томас Астрюк, Ян Вайолет                      | 13 липня 2019     | 11 жовтня 2019  | 321        |
| 74 | 22 | «Білий Кіт» «Cat Blanc»                                                                                          | Томас Астрюк, Мелані Дюваль, Фред Ленуар, Себастьян Тобідо                | Томас Астрюк                                  | 9 листопада 2019  | 31 грудня 2019  | 322        |
| 75 | 23 | «Фелікс» «Félix»                                                                                                 | Томас Астрюк, Мелані Дюваль, Фред Ленуар, Себастьян Тобідо                | Томас Астрюк                                  | 13 листопада 2019 | 31 грудня 2019  | 323        |
| 76 | 24 | «Леді Баґ» «Ladybug»                                                                                             | Томас Астрюк, Мелані Дюваль, Фред Ленуар, Себастьян Тобідо                | Томас Астрюк, Вільфрід Бред, Ізабель Лемо     | 10 вересня 2019   | 12 жовтня 2019  | 324        |
| 77 | 25 | «Серцежер. Битва за талісмани. Частина перша» «Heart Hunter (The Battle of the Miraculous – Part 1)»             | Томас Астрюк, Мелані Дюваль, Фред Ленуар, Себастьян Тобідо                | Томас Астрюк, Вільфрід Бред, Ніколас Гесс     | 13 жовтня 2019    | 13 жовтня 2019  | 325        |
| 78 | 26 | «Королева Талісманів. Битва за талісмани. Частина друга» «Miracle Queen (The Battle of the Miraculous – Part 2)» | Томас Астрюк, Мелані Дюваль, Фред Ленуар, Себастьян Тобідо                | Томас Астрюк, Вільфрід Бред, Ян Вайолет       | 15 жовтня 2019    | 15 жовтня 2019  | 326        |

### Четвертий сезон (2021—2022)
| №   | #  | Назва | Автор(-и) сценарію                                         | Режисер(-и)                                                        | Перший показ      | Показ в Україні   | Вироб. код |
| --- | -- | --- | ---------------------------------------------------------- | ------------------------------------------------------------------ | ----------------- | ----------------- | ---------- |
| 79  | 1  | «Правдоруб» «Truth»                                                                                           | Томас Астрюк, Мелані Дюваль, Фред Ленуар, Себастьян Тобідо | Томас Астрюк, Вільфрід Бред, Ян Вайолет, Кирило Адам, Ніколас Гесс | 3 квітня 2021     | 6 вересня 2021    | 401        |
| 80  | 2  | «Фальш» «Lies»                                                                                                | Томас Астрюк, Мелані Дюваль, Фред Ленуар, Себастьян Тобідо | Томас Астрюк, Вільфрід Бред, Ян Вайолет, Кирило Адам, Ніколас Гесс | 10 квітня 2021    | 7 вересня 2021    | 402        |
| 81  | 3  | «Секретна зграя» «Gang of Secrets»                                                                            | Томас Астрюк, Мелані Дюваль, Фред Ленуар, Себастьян Тобідо | Томас Астрюк, Вільфрід Бред, Ян Вайолет, Кирило Адам, Ніколас Гесс | 17 квітня 2021    | 8 вересня 2021    | 403        |
| 82  | 4  | «Сімдесят другий Пан Голуб» «Mr. Pigeon 72»                                                                   | Томас Астрюк, Мелані Дюваль, Фред Ленуар, Себастьян Тобідо | Томас Астрюк, Вільфрід Бред, Ян Вайолет, Кирило Адам, Ніколас Гесс | 23 травня 2021    | 11 листопада 2021 | 404        |
| 83  | 5  | «Психокомік» «Psycomedian»                                                                                    | Томас Астрюк, Мелані Дюваль, Фред Ленуар, Себастьян Тобідо | Томас Астрюк, Вільфрід Бред, Ян Вайолет, Кирило Адам, Ніколас Гесс | 29 січня 2022     | 20 лютого 2022    | 405        |
| 84  | 6  | «Лютий Фу» «Furious Fu»                                                                                       | Томас Астрюк, Мелані Дюваль, Фред Ленуар, Себастьян Тобідо | Томас Астрюк, Вільфрід Бред, Ян Вайолет, Кирило Адам, Ніколас Гесс | 23 березня 2021   | 11 листопада 2021 | 406        |
| 85  | 7  | «Розтоптувачка» «Sole Crusher»                                                                                | Томас Астрюк, Мелані Дюваль, Фред Ленуар, Себастьян Тобідо | Томас Астрюк, Вільфрід Бред, Ян Вайолет, Кирило Адам, Ніколас Гесс | 25 травня 2021    | 12 листопада 2021 | 407        |
| 86  | 8  | «Королева Банана» «Queen Banana»                                                                              | Томас Астрюк, Мелані Дюваль, Фред Ленуар, Себастьян Тобідо | Томас Астрюк, Вільфрід Бред, Ян Вайолет, Кирило Адам, Ніколас Гесс | 28 травня 2021    | 9 вересня 2021    | 408        |
| 87  | 9  | «Ґабрієль Аґрест» «Gabriel Agreste»                                                                           | Томас Астрюк, Мелані Дюваль, Фред Ленуар, Себастьян Тобідо | Томас Астрюк, Вільфрід Бред, Ян Вайолет, Кирило Адам, Ніколас Гесс | 14 листопада 2021 | 21 грудня 2021    | 409        |
| 88  | 10 | «Мега П'явка» «Mega Leech»                                                                                    | Томас Астрюк, Мелані Дюваль, Фред Ленуар, Себастьян Тобідо | Томас Астрюк, Вільфрід Бред, Ян Вайолет, Кирило Адам, Ніколас Гесс | 20 липня 2021     | 13 листопада 2021 | 410        |
| 89  | 11 | «Провинник» «Guiltrip»                                                                                        | Томас Астрюк, Мелані Дюваль, Фред Ленуар, Себастьян Тобідо | Томас Астрюк, Вільфрід Бред, Ян Вайолет, Кирило Адам, Ніколас Гесс | 3 травня 2021     | 10 вересня 2021   | 411        |
| 90  | 12 | «Крокодуель» «Crocoduel»                                                                                      | Томас Астрюк, Мелані Дюваль, Фред Ленуар, Себастьян Тобідо | Томас Астрюк, Вільфрід Бред, Ян Вайолет, Кирило Адам, Ніколас Гесс | 4 серпня 2021     | 14 листопада 2021 | 412        |
| 91  | 13 | «Оптіґамі» «Optigami»                                                                                         | Томас Астрюк, Мелані Дюваль, Фред Ленуар, Себастьян Тобідо | Томас Астрюк, Вільфрід Бред, Ян Вайолет, Кирило Адам, Ніколас Гесс | 30 травня 2021    | 11 вересня 2021   | 413        |
| 92  | 14 | «Емобульбашник» «Sentibubbler»                                                                                | Томас Астрюк, Мелані Дюваль, Фред Ленуар, Себастьян Тобідо | Томас Астрюк, Вільфрід Бред, Ян Вайолет, Кирило Адам, Ніколас Гесс | 6 липня 2021      | 13 грудня 2021    | 414        |
| 93  | 15 | «Морозник 2» «Glaciator 2»                                                                                    | Томас Астрюк, Мелані Дюваль, Фред Ленуар, Себастьян Тобідо | Томас Астрюк, Вільфрід Бред, Ян Вайолет, Кирило Адам, Ніколас Гесс | 24 жовтня 2021    | 14 грудня 2021    | 415        |
| 94  | 16 | «Емогак» «Hack-San»                                                                                           | Томас Астрюк, Мелані Дюваль, Фред Ленуар, Себастьян Тобідо | Томас Астрюк, Вільфрід Бред, Ян Вайолет, Кирило Адам, Ніколас Гесс | 14 вересня 2021   | 15 грудня 2021    | 416        |
| 95  | 17 | «Плакальник» «Rocketear»                                                                                      | Томас Астрюк, Мелані Дюваль, Фред Ленуар, Себастьян Тобідо | Томас Астрюк, Вільфрід Бред, Ян Вайолет, Кирило Адам, Ніколас Гесс | 13 липня 2021     | 16 грудня 2021    | 417        |
| 96  | 18 | «Мрієроб» «Wishmaker»                                                                                         | Томас Астрюк, Мелані Дюваль, Фред Ленуар, Себастьян Тобідо | Томас Астрюк, Вільфрід Бред, Ян Вайолет, Кирило Адам, Ніколас Гесс | 7 серпня 2021     | 17 грудня 2021    | 418        |
| 97  | 19 | «Спрощувач» «Simpleman»                                                                                       | Томас Астрюк, Мелані Дюваль, Фред Ленуар, Себастьян Тобідо | Томас Астрюк, Вільфрід Бред, Ян Вайолет, Кирило Адам, Ніколас Гесс | 28 вересня 2021   | 18 грудня 2021    | 419        |
| 98  | 20 | «Цилінь» «Qilin»                                                                                              | Томас Астрюк, Мелані Дюваль, Фред Ленуар, Себастьян Тобідо | Томас Астрюк, Вільфрід Бред, Ян Вайолет, Кирило Адам, Ніколас Гесс | 12 лютого 2022    | 31 грудня 2022    | 420        |
| 99  | 21 | «Люба родина» «Dearest Family»                                                                                | Томас Астрюк, Мелані Дюваль, Фред Ленуар, Себастьян Тобідо | Томас Астрюк, Вільфрід Бред, Ян Вайолет, Кирило Адам, Ніколас Гесс | 19 жовтня 2021    | 19 грудня 2021    | 421        |
| 100 | 22 | «Ефемер» «Ephemeral»                                                                                          | Томас Астрюк, Мелані Дюваль, Фред Ленуар, Себастьян Тобідо | Томас Астрюк, Вільфрід Бред, Ян Вайолет, Кирило Адам, Ніколас Гесс | 7 листопада 2021  | 20 грудня 2021    | 422        |
| 101 | 23 | «Куро-Неко» «Kuro Neko»                                                                                       | Томас Астрюк, Мелані Дюваль, Фред Ленуар, Себастьян Тобідо | Томас Астрюк, Вільфрід Бред, Ян Вайолет, Кирило Адам, Ніколас Гесс | 24 січня 2022     | 24 грудня 2022    | 423        |
| 102 | 24 | «Команда Пенальті» «Penalteam»                                                                                | Томас Астрюк, Мелані Дюваль, Фред Ленуар, Себастьян Тобідо | Томас Астрюк, Вільфрід Бред, Ян Вайолет, Кирило Адам, Ніколас Гесс | 14 лютого 2022    | 31 грудня 2022    | 424        |
| 103 | 25 | «Ризик. Остання атака Темного Бражника. Частина перша» «Risk (Shadow Moth's Final Attack - Part 1)»           | Томас Астрюк, Мелані Дюваль, Фред Ленуар, Себастьян Тобідо | Томас Астрюк, Вільфрід Бред, Ян Вайолет, Кирило Адам, Ніколас Гесс | 5 березня 2022    | 1 січня 2023      | 425        |
| 104 | 26 | «Контрудар. Остання атака Темного Бражника. Частина друга» «Strikeback (Shadow Moth's Final Attack - Part 2)» | Томас Астрюк, Мелані Дюваль, Фред Ленуар, Себастьян Тобідо | Томас Астрюк, Вільфрід Бред, Ян Вайолет, Кирило Адам, Ніколас Гесс | 10 березня 2022   | 1 січня 2023      | 426        |

### П'ятий сезон (2022—2023)
| №   | #  | Назва                                                                                   | Автор(-и) сценарію                                         | Режисер(-и)                                                        | Перший показ      | Показ в Україні | Вироб. код |
| --- | -- | --------------------------------------------------------------------------------------- | ---------------------------------------------------------- | ------------------------------------------------------------------ | ----------------- | --------------- | ---------- |
| 105 | 1  | «Еволюція» «Evolution»                                                                  | Томас Астрюк, Мелані Дюваль, Фред Ленуар, Себастьян Тобідо | Томас Астрюк, Вільфрід Бред, Ян Вайолет, Кирило Адам, Ніколас Гесс | 13 червня 2022    | 28 серпня 2023  | 501        |
| 106 | 2  | «Множення» «Multiplication»                                                             | Томас Астрюк, Мелані Дюваль, Фред Ленуар, Себастьян Тобідо | Томас Астрюк, Вільфрід Бред, Ян Вайолет, Кирило Адам, Ніколас Гесс | 20 червня 2022    | 29 серпня 2023  | 502        |
| 107 | 3  | «Руйнування» «Destruction»                                                              | Томас Астрюк, Мелані Дюваль, Фред Ленуар, Себастьян Тобідо | Томас Астрюк, Вільфрід Бред, Ян Вайолет, Кирило Адам, Ніколас Гесс | 17 жовтня 2022    | 30 серпня 2023  | 503        |
| 108 | 4  | «Радощі» «Jubilation»                                                                   | Томас Астрюк, Мелані Дюваль, Фред Ленуар, Себастьян Тобідо | Томас Астрюк, Вільфрід Бред, Ян Вайолет, Кирило Адам, Ніколас Гесс | 24 жовтня 2022    | 31 серпня 2023  | 504        |
| 109 | 5  | «Ілюзія» «Illusion»                                                                     | Томас Астрюк, Мелані Дюваль, Фред Ленуар, Себастьян Тобідо | Томас Астрюк, Вільфрід Бред, Ян Вайолет, Кирило Адам, Ніколас Гесс | 2 листопада 2022  | 1 вересня 2023  | 505        |
| 110 | 6  | «Заповзятість» «Determination»                                                          | Томас Астрюк, Мелані Дюваль, Фред Ленуар, Себастьян Тобідо | Томас Астрюк, Вільфрід Бред, Ян Вайолет, Кирило Адам, Ніколас Гесс | 28 жовтня 2022    | 2 вересня 2023  | 506        |
| 111 | 7  | «Пристрасть» «Passion»                                                                  | Томас Астрюк, Мелані Дюваль, Фред Ленуар, Себастьян Тобідо | Томас Астрюк, Вільфрід Бред, Ян Вайолет, Кирило Адам, Ніколас Гесс | 31 жовтня 2022    | 4 вересня 2023  | 507        |
| 112 | 8  | «Воз'єднання» «Reunion»                                                                 | Томас Астрюк, Мелані Дюваль, Фред Ленуар, Себастьян Тобідо | Томас Астрюк, Вільфрід Бред, Ян Вайолет, Кирило Адам, Ніколас Гесс | 1 листопада 2022  | 5 вересня 2023  | 508        |
| 113 | 9  | «Піднесення» «Elation»                                                                  | Томас Астрюк, Мелані Дюваль, Фред Ленуар, Себастьян Тобідо | Томас Астрюк, Вільфрід Бред, Ян Вайолет, Кирило Адам, Ніколас Гесс | 3 листопада 2022  | 6 вересня 2023  | 509        |
| 114 | 10 | «Передавання. Вибір Квомі. Частина перша» «Transmission (The Kwamis' Choice - Part 1)»  | Томас Астрюк, Мелані Дюваль, Фред Ленуар, Себастьян Тобідо | Томас Астрюк, Вільфрід Бред, Ян Вайолет, Кирило Адам, Ніколас Гесс | 13 грудня 2022    | 7 вересня 2023  | 510        |
| 115 | 11 | «Вигорання. Вибір Квомі. Частина друга» «Deflagration (The Kwamis' Choice - Part 2)»    | Томас Астрюк, Мелані Дюваль, Фред Ленуар, Себастьян Тобідо | Томас Астрюк, Вільфрід Бред, Ян Вайолет, Кирило Адам, Ніколас Гесс | 10 лютого 2023    | 8 вересня 2023  | 511        |
| 116 | 12 | «Досконалість» «Perfection»                                                             | Томас Астрюк, Мелані Дюваль, Фред Ленуар, Себастьян Тобідо | Томас Астрюк, Вільфрід Бред, Ян Вайолет, Кирило Адам, Ніколас Гесс | 22 листопада 2022 | 9 вересня 2023  | 512        |
| 117 | 13 | «Міграція» «Migration»                                                                  | Томас Астрюк, Мелані Дюваль, Фред Ленуар, Себастьян Тобідо | Томас Астрюк, Вільфрід Бред, Ян Вайолет, Кирило Адам, Ніколас Гесс | 14 квітня 2023    | 11 вересня 2023 | 513        |
| 118 | 14 | «Глузування» «Derision»                                                                 | Томас Астрюк, Мелані Дюваль, Фред Ленуар, Себастьян Тобідо | Томас Астрюк, Вільфрід Бред, Ян Вайолет, Кирило Адам, Ніколас Гесс | 15 квітня 2023    | 12 вересня 2023 | 514        |
| 119 | 15 | «Інтуіція» «Intuition»                                                                  | Томас Астрюк, Мелані Дюваль, Фред Ленуар, Себастьян Тобідо | Томас Астрюк, Вільфрід Бред, Ян Вайолет, Кирило Адам, Ніколас Гесс | 23 квітня 2023    | 13 вересня 2023 | 515        |
| 120 | 16 | «Захист» «Protection»                                                                   | Томас Астрюк, Мелані Дюваль, Фред Ленуар, Себастьян Тобідо | Томас Астрюк, Вільфрід Бред, Ян Вайолет, Кирило Адам, Ніколас Гесс | 29 листопада 2022 | 14 вересня 2023 | 516        |
| 121 | 17 | «Обожнювання» «Adoration»                                                               | Томас Астрюк, Мелані Дюваль, Фред Ленуар, Себастьян Тобідо | Томас Астрюк, Вільфрід Бред, Ян Вайолет, Кирило Адам, Ніколас Гесс | 28 березня 2023   | 15 вересня 2023 | 517        |
| 122 | 18 | «Емоція» «Emotion»                                                                      | Томас Астрюк, Мелані Дюваль, Фред Ленуар, Себастьян Тобідо | Томас Астрюк, Вільфрід Бред, Ян Вайолет, Кирило Адам, Ніколас Гесс | 22 листопада 2022 | 16 вересня 2023 | 518        |
| 123 | 19 | «Претензійність» «Pretension»                                                           | Томас Астрюк, Мелані Дюваль, Фред Ленуар, Себастьян Тобідо | Томас Астрюк, Вільфрід Бред, Ян Вайолет, Кирило Адам, Ніколас Гесс | 31 грудня 2022    | 18 вересня 2023 | 519        |
| 124 | 20 | «Викриття» «Revelation»                                                                 | Томас Астрюк, Мелані Дюваль, Фред Ленуар, Себастьян Тобідо | Томас Астрюк, Вільфрід Бред, Ян Вайолет, Кирило Адам, Ніколас Гесс | 31 грудня 2022    | 19 вересня 2023 | 520        |
| 125 | 21 | «Протистояння» «Confrontation»                                                          | Томас Астрюк, Мелані Дюваль, Фред Ленуар, Себастьян Тобідо | Томас Астрюк, Вільфрід Бред, Ян Вайолет, Кирило Адам, Ніколас Гесс | 27 травня 2023    | 20 вересня 2023 | 521        |
| 126 | 22 | «Змова» «Collusion»                                                                     | Томас Астрюк, Мелані Дюваль, Фред Ленуар, Себастьян Тобідо | Томас Астрюк, Вільфрід Бред, Ян Вайолет, Кирило Адам, Ніколас Гесс | 27 травня 2023    | 21 вересня 2023 | 522        |
| 127 | 23 | «Революція» «Revolution»                                                                | Томас Астрюк, Мелані Дюваль, Фред Ленуар, Себастьян Тобідо | Томас Астрюк, Вільфрід Бред, Ян Вайолет, Кирило Адам, Ніколас Гесс | 17 червня 2023    | 22 вересня 2023 | 523        |
| 128 | 24 | «Представлення» «Representation»                                                        | Томас Астрюк, Мелані Дюваль, Фред Ленуар, Себастьян Тобідо | Томас Астрюк, Вільфрід Бред, Ян Вайолет, Кирило Адам, Ніколас Гесс | 10 червня 2023    | 23 вересня 2023 | 524        |
| 129 | 25 | «Підпорядкування. Останній день. Частина перша» «Conformation (The Final Day - Part 1)» | Томас Астрюк, Мелані Дюваль, Фред Ленуар, Себастьян Тобідо | Томас Астрюк, Вільфрід Бред, Ян Вайолет, Кирило Адам, Ніколас Гесс | 1 липня 2023      | 25 вересня 2023 | 525        |
| 130 | 26 | «Відтворення. Останній день. Частина друга» «Re-creation (The Final Day - Part 2)»      | Томас Астрюк, Мелані Дюваль, Фред Ленуар, Себастьян Тобідо | Томас Астрюк, Вільфрід Бред, Ян Вайолет, Кирило Адам, Ніколас Гесс | 1 липня 2023      | 26 вересня 2023 | 526        |
| 131 | 27 | «Дія» «Action»                                                                          | Томас Астрюк, Мелані Дюваль, Фред Ленуар, Себастьян Тобідо | Томас Астрюк, Вільфрід Бред, Ян Вайолет, Кирило Адам, Ніколас Гесс | 10 вересня 2023   | 21 жовтня 2023  | 527        |

### Шостий сезон (2025)
| №   | #  | Назва                                         | Автор(-и) сценарію                               | Режисер(-и)                 | Перший показ    | Показ в Україні | Вироб. код |
| --- | -- | --------------------------------------------- | ------------------------------------------------ | --------------------------- | --------------- | --------------- | ---------- |
| 132 | 1  | «Королева Бурь» «Climatiqueen»                | Томас Астрюк, Себастьян Тобідо                   | Томас Астрюк, Вільфрід Бред | 16 квітня 2025  | ТВА             | 601        |
| 133 | 2  | «Ненавистраторка» «The Illustrhater»          | Томас Астрюк, Себастьян Тобідо, Кароліна Тореллі | Томас Астрюк, Вільфрід Бред | 25 січня 2025 , | ТВА             | 602        |
| 134 | 3  | «Сублімація» «Sublimation»                    | Томас Астрюк, Себастьян Тобідо, Жон-Ремі Перрін  | Томас Астрюк, Вільфрід Бред | 1 лютого 2025 , | ТВА             | 603        |
| 135 | 4  | «Татко-коп» «Daddycop»                        | Томас Астрюк, Себастьян Тобідо, П'єр Дюбле       | Томас Астрюк, Вільфрід Бред | 8 лютого 2025   | ТВА             | 604        |
| 136 | 5  | «Перевертатки» «Werepapas»                    | Томас Астрюк, Себастьян Тобідо                   | Томас Астрюк, Вільфрід Бред | 8 лютого 2025   | ТВА             | 605        |
| 137 | 6  | «Спляча Сирена» «Sleeping Syren»              | ТВА                                              | ТВА                         | ТВА             | ТВА             | 606        |
| 138 | 7  | «Кам'яний Бик» «El Toro De Piedra»            | Томас Астрюк, Себастьян Тобідо, Кароліна Тореллі | Томас Астрюк, Вільфрід Бред | 23 квітня 2025  | ТВА             | 607        |
| 139 | 8  | «Вампіґамі» «Vampigami»                       | ТВА                                              | ТВА                         | ТВА             | ТВА             | 608        |
| 140 | 9  | «Пан Аґрест» «Mister Agreste»                 | ТВА                                              | ТВА                         | 27 вересня 2025 | ТВА             | 609        |
| 141 | 10 | «Темний Замок» «The Dark Castle»              | ТВА                                              | ТВА                         | ТВА             | ТВА             | 610        |
| 142 | 11 | «Викривач» «Revelator»                        | Томас Астрюк, Себастьян Тобідо, Кароліна Тореллі | Томас Астрюк, Вільфрід Бред | 22 березня 2025 | ТВА             | 611        |
| 143 | 12 | «Відчайдух» «Wreckless Driver»                | ТВА                                              | ТВА                         | ТВА             | ТВА             | 612        |
| 144 | 13 | «Якши Ґозен» «Yaksi Gozen»                    | ТВА                                              | ТВА                         | ТВА             | ТВА             | 613        |
| 145 | 14 | «Памперсайзер» «Grendiaper»                   | ТВА                                              | ТВА                         | ТВА             | ТВА             | 614        |
| 146 | 15 | «Володарка Порядку» «The Ruler»               | Томас Астрюк, Себастьян Тобідо, П'єр Дюбле       | Томас Астрюк, Вільфрід Бред | 30 квітня 2025  | ТВА             | 615        |
| 147 | 16 | «Ное» «Noe»                                   | ТВА                                              | ТВА                         | ТВА             | ТВА             | 616        |
| 148 | 17 | «Фея солодких снів» «A Fairy Good Night»      | ТВА                                              | ТВА                         | ТВА             | ТВА             | 617        |
| 149 | 18 | «Пачкарі» «The Dirtifiers»                    | ТВА                                              | ТВА                         | ТВА             | ТВА             | 618        |
| 150 | 19 | «Реджинерація» «Riginarazione»                | ТВА                                              | ТВА                         | ТВА             | ТВА             | 619        |
| 151 | 20 | «Зцілювачка» «Heartfixer»                     | ТВА                                              | ТВА                         | ТВА             | ТВА             | 620        |
| 152 | 21 | «Ковані Титани» «The Chained Titans»          | ТВА                                              | ТВА                         | ТВА             | ТВА             | 621        |
| 153 | 22 | «Леді Хаос» «Lady Chaos»                      | ТВА                                              | ТВА                         | ТВА             | ТВА             | 622        |
| 154 | 23 | «Плачненсі» «Sadnansi»                        | ТВА                                              | ТВА                         | ТВА             | ТВА             | 623        |
| 155 | 24 | «Королева Страхвілю» «Queen Of The Dreadzone» | ТВА                                              | ТВА                         | ТВА             | ТВА             | 624        |
| 156 | 25 | «Секретний протокол» «Secret Protocol»        | ТВА                                              | ТВА                         | ТВА             | ТВА             | 625        |
| 157 | 26 | «Немезида» «Nemesis»                          | ТВА                                              | ТВА                         | ТВА             | ТВА             | 626        |

## Леді Баґ: Навколо світу
| № | # | Назва | Автор(-и) сценарію                                                                  | Режисер(-и)  | Перший показ     | Показ в Україні | Вироб. код |
| - | - | --- | ----------------------------------------------------------------------------------- | ------------ | ---------------- | --------------- | ---------- |
| 1 | 1 | «Леді Баґ і Супер-Кіт: Нью-Йорк — Згуртовані герої» «Miraculous World: New York — United Heroes»                    | Томас Астрюк, Матью Шоке, Мелані Дюваль, Фред Ленуар, Себастьян Тобідо              | Томас Астрюк | 25 вересня 2020  | 31 грудня 2020  | 327        |
| 2 | 2 | «Леді Баґ і Супер-Кіт: Шанхай — Легенда про Леді Дракон» «Miraculous World: Shanghai - The Legend of Ladydragon»    | Томас Астрюк, Джеремі Заг, Матью Шоке, Мелані Дюваль, Фред Ленуар, Себастьян Тобідо | Томас Астрюк | 4 квітня 2021    | 24 серпня 2021  | 328        |
| 3 | 3 | «Леді Баґ і Супер-Кіт: Париж — Темна Баґ і Чорнокіготь» «Miraculous World: Paris - Tales of Shadybug and Claw Noir» | Томас Астрюк, Мелані Дюваль, Фред Ленуар, Себастьян Тобідо                          | Томас Астрюк | 21 жовтня 2023   | 28 вересня 2024 | 528        |
| 4 | 4 | «Леді Баґ і Супер-Кіт: Лондон — На краю часу» «Miraculous World: London - At the Edge of Time»                      | Томас Астрюк, Мелані Дюваль, Фред Ленуар, Себастьян Тобідо                          | Томас Астрюк | 5 жовтня 2024    | ТВА             | 529        |
| 5 | 5 | «Леді Баґ і Супер-Кіт: Токіо — Зоряна сила» «Miraculous World: Tokyo - Stellar Force»                               | ТВА                                                                                 | ТВА          | 4-й квартал 2025 | ТВА             | ТВА        |
| 6 | 6 | «Леді Баґ і Супер-Кіт: Ріо-де-Жанейро» «Miraculous World: Rio de Janeiro»                                           | ТВА                                                                                 | ТВА          | 2026             | ТВА             | ТВА        |
| 7 | 7 | «Леді Баґ і Супер-Кіт: Дакар» «Miraculous World: Dakar»                                                             | ТВА                                                                                 | ТВА          | ТВА              | ТВА             | ТВА        |

## Короткометражні серії

### Леді Баґ і Супер-Кіт. Секрети
| № | Оригінальна назва                     | Переклад                 | Дата показу у Франції |
| --- | ------------------------------------- | ------------------------ | --------------------- |
| 1 | Cat Noir as seen by Marinette         | Супер-Кіт очима Марінетт | 2 жовтня 2015         |
| Марінетт пише про те, що Супер-Кіт є партнером супергероя у своєму щоденнику. |                                       |                          |                       |
| 2 | Marinette and Adrien                  | Марінетт та Адріан       | 7 жовтня 2015         |
| Марінетт пише про свої почуття до Адріана у своєму щоденнику і вирішує зробити йому шарф, побачений у серії «Бульбашник». |                                       |                          |                       |
| 3 | Marinette's Double Life               | Подвійне життя Марінетт  | 9 жовтня 2015         |
| Марінетт розповідає про своє життя супергероя ― Леді Баґ. |                                       |                          |                       |
| 4 | My Birthday Party                     | Мій день народження      | 13 жовтня 2015        |
| Марінетт розповідає про своїх однокласників, роздумуючи, кого запросити на свій день народження. |                                       |                          |                       |
| 5 | Marinette and Alya                    | Марінетт та Аля          | 16 жовтня 2015        |
| Марінетт розповідає про свою дружбу з Алею та те, що вони люблять робити разом. |                                       |                          |                       |
| 6 | Marinette in Paris                    | Марінетт у Парижі        | 12 листопада 2015     |
| Марінетт розповідає про свої улюблені пам'ятники в Парижі, включаючи Лувр, Трокадеро та Ейфелову вежу. |                                       |                          |                       |
| 7 | Marinette and Fashion                 | Марінетт та мода         | 19 листопада 2015     |
| На запитання про свої кар’єрні плани Марінетт розповідає про те, як бути модельєром, що вона створила і що її надихає. |                                       |                          |                       |
| 8 | Ladyblog                              | Ледіблог                 | 26 листопада 2015     |
| Аля розповідає про свій вебсайт ― Ледіблог. |                                       |                          |                       |
| 9 | Adrien's Double Life                  | Подвійне життя Адріана   | 18 грудня 2015        |
| Адріан розповідає про своє життя підліткової моделі, сина багатого та відомого модельєра, та своє хвилювання студентством. Він також розповідає про життя, як Супер-Кіт. |                                       |                          |                       |
| 10 | Ladybug as seen by Adrien             | Леді Баґ очима Адріана   | 24 грудня 2015        |
| Адріан роздумує деякі ідеї, пишучи любовний лист Леді Баґ, і в кінцевому підсумку кидає його у смітник. |                                       |                          |                       |
| 11 | Master Fu                             | Майстер Фу               | 2 травня 2018         |
| Майстер Фу є останнім членом Хранителів Скриньки з Талісманами. Він віддав талісман Сонечка Марінетт, щоб вона могла стати Леді Баґ. Дійсно, йому належить виконати важливу місію, і для цього йому потрібні союзники, такі як Леді Баґ та Супер-Кіт.                             |                                       |                          |                       |
| 12 | Tikki                                 | Тіккі                    | 2 травня 2018         |
| Тіккі ― Квомі творіння, вона народилася одночасно зі Всесвітом і стежила за кожною Леді Баґ протягом століть. Ця маленька магічна істота швидко стала справжнім союзником для Марінетт як у реальному житті, так і коли вона стає Леді Баґ.                                       |                                       |                          |                       |
| 13 | Plagg                                 | Плагг                    | 18 травня 2018        |
| Плагг ― Квомі Адріана. Ця маленька істота дозволяє йому перетворитися на Супер-Кота. Він ледачий, претензійний, саркастичний, обурений і нарешті любить Камамбер! |                                       |                          |                       |
| 14 | Friends                               | Подруги                  | 18 травня 2018        |
| Аля, Роуз, Алікс, Джулека та Мілен - подруги Марінетт. Марінетт дуже захоплюється ними, чи то завдяки їх сильній особистості, відповідним якостям чи непохитній підтримці, коли вона намагається привернути увагу Адріана. Вони як супергероїні щодня!                            |                                       |                          |                       |
| 15 | Max                                   | Макс                     | 28 травня 2018        |
| Ґеймер захоплений усім технологічним. Для нього все робиться за певною процедурою, він любить планувати, організовувати. Макс знає все про все і має «слонячу пам’ять». |                                       |                          |                       |
| 16 | Nino                                  | Ніно                     | 4 червня 2018         |
| Марінетт розповідає про Ніно та його улюблені речі, допомагаючи Алі знайти ідею подарунка на день народження. |                                       |                          |                       |
| 17 | Mylène                                | Мілена                   | 18 січня 2019         |
| Уперта, ідеалістична та войовнича, Мілена має сильне почуття відповідальності. Вона є свідомістю класу. Вона любить зайняти позицію та взяти участь у важливих для неї справах.                                                                                                   |                                       |                          |                       |
| 18 | Alix                                  | Алікс                    | 25 січня 2019         |
| Спортивна, непокірна і непокірна, Алікс супер сильна в школі. Вона любить змагання з хлопцями, для неї немає різниці, дівчата настільки ж здатні, як хлопці. Кокетка, вона звертає увагу на її зовнішній вигляд. Дивись, це ненавидить Хлою, яка поводиться з нею як з карапузом. |                                       |                          |                       |
| 19 | Sabrina                               | Сабріна                  | 1 лютого 2019         |
| 20 | Rose                                  | Роза                     | 8 лютого 2019         |
| 21 | Gabriel                               | Ґабрієль                 | 7 березня 2019        |
| 22 | Ivan                                  | Айван                    | 8 березня 2019        |
| 24 | Nathaniel & Marc                      | Натаніель і Марк         | 8 березня 2019        |
| 23 | Chloé as seen by Marinette            | Хлоя очима Марінетт      | 8 березня 2019        |
| Марінетт розповідає про Хлою та те, як вона, здається, розвинула хорошу сторону, і врешті-решт погоджується виправитись завдяки свого плюшевого ведмедика. |                                       |                          |                       |
| 25 | Marinette as seen by Chloé            | Марінетт очима Хлої      | 8 березня 2019        |
| 26 | Lila                                  | Лайла                    | 8 квітня 2019         |
| 27 | Hawk Moth and the Akumatized Villains | Бражник та Акуматизовані | 12 грудня 2019        |
| Марінетт розповідає про здібності талісмана Метелика та коротку історію Бражника. |                                       |                          |                       |
| 28 | Family                                | Сім'я                    | 12 грудня 2019        |
| 29 | Kagami as seen by Marinette           | Каґамі очима Марінетт    | 12 грудня 2019        |
| Про свої суперечливі почуття щодо Каґамі Марінетт пише у своєму щоденнику. |                                       |                          |                       |
| 30 | Kagami as seen by Adrien              | Каґамі очима Адріана     | 12 грудня 2019        |
| Адріан розповідає про свої почуття до Каґамі. |                                       |                          |                       |
| 31 | Luka as seen by Marinette             | Лука очима Марінетт      | 24 грудня 2019        |
| Про свої почуття до Луки Марінетт пише у щоденнику. |                                       |                          |                       |
| 32 | New Powers                            | Нові сили                | 24 грудня 2019        |
| Марінетт пише про свої водні та крижані сили, об'єднуючи квомі та час, коли вона стала Леді Кішкою. |                                       |                          |                       |
| 33 | New Heroes                            | Нові герої               | 24 грудня 2019        |
| Марінетт пише про вербування Рени Рудь, Панцирника, Пегаса та Аспіка, Плазуна, а також про зустріч із Банніксом. |                                       |                          |                       |
| 34 | Nathalie as seen by Gabriel           | Наталі очима Ґабрієля    | 26 грудня 2019        |
| Ґабрієль розповідає про те, що Наталі значить для нього не як для себе, та як Активоторки, так і Маюри. |                                       |                          |                       |
| 35 | Mayura and the Sentimonsters          | Маюра та Емомонстри      | 26 грудня 2019        |
| Марінетт пише про емомострів та їх творця. |                                       |                          |                       |
| 36 | Feelings                              | Почуття                  | 13 січня 2020         |
| Марінетт завжди намагалася наблизитись до Адріана, не знаючи, що він Супер-Кіт і що він закоханий у Леді Баґ. З часом їхні стосунки продовжують розвиватися, як і їхні почуття.                                                                                                   |                                       |                          |                       |

### Леді Баґ і Супер-Кіт. Казки з Парижу
| №                                                                                   | Оригінальна назва | Переклад       | Дата показу у Франції |
| ----------------------------------------------------------------------------------- | ----------------- | -------------- | --------------------- |
| 1                                                                                   | Repetition        | Репетиція      | 30 січня 2017         |
| Тіккі допомагає Марінетт потренуватися у випитуванні Адріана.                       |                   |                |                       |
| 2                                                                                   | Inspiration       | Натхнення      | 3 лютого 2017         |
| Марінетт працює над дизайном сукні для шкільного танцю.                             |                   |                |                       |
| 3                                                                                   | Busy Day          | Зайнятий день  | 3 лютого 2017         |
| Марінетт допомагає батькам у пекарні.                                               |                   |                |                       |
| 4                                                                                   | Homework Essay    | Домашній твір  | 3 лютого 2017         |
| Марінетт повинна скласти домашнє завдання про людину, яка її надихає.               |                   |                |                       |
| 5                                                                                   | The Notebook      | Записна книжка | 3 лютого 2017         |
| Марінетт, Аля та Джулека підбадьорюють Розу після того, як Хлоя висміює її блокнот. |                   |                |                       |

### Леді Баґ і Супер-Кіт. Чібі-шоу
| № | Оригінальна назва        | Переклад від «Miraculous UA» | Дата показу у Франції | Дата показу в Україні |
| --- | ------------------------ | ---------------------------- | --------------------- | --------------------- |
| 1 | Rooftop Dinner           | Вечеря на даху               | 31 серпня 2018        | 19 квітня 2020        |
| Коли Супер-Кіт знаходить Леді Баґ на дахах Парижа, він вирішує влаштувати для неї романтичну вечерю, яка незабаром виявляється… незабутньою |                          |                              |                       |                       |
| 2 | Catnip Fragrance         | Аромат Кошачої М‘яти         | 31 серпня 2018        | 26 квітня 2020        |
| Супер-Кіт намагається спокусити Леді Баґ, надягаючи у якісь непереборні нові парфуми. Незабаром він починає завойовувати серця… але не те, на що сподівався!                                                                                     |                          |                              |                       |                       |
| 3 | The Chase                | Погоня                       | 31 серпня 2018        | 3 травня 2020         |
| Супер-Кіт вирішує запросити Леді Баґ в кіно. Але якщо він хоче, щоб супергероїня пішла з ним, йому потрібно буде спершу зловити квитки, оскільки вони щойно вислизнули у нього з рук і тепер відлітають у паризькому небі…                       |                          |                              |                       |                       |
| 4 | Curiosity Kicked the Cat | Цікавість Кота згубила       | 31 серпня 2018        | 10 травня 2020        |
| Супер-Кіт дізнається, що Леді Баґ написала любовний лист для своєї прихильності. Він намагається докопатися до нього, щоб розкрити таємничу особу незнайомця, але незабаром дізнається на жорсткому шляху, що допитливість і коти не змішуються. |                          |                              |                       |                       |
| 5 | Cutest Cat Fight         | Наймиліший Котячий поєдинок  | 7 вересня 2018        | 30 серпня 2020        |
| Супер-Кіт вирішує завести кошеня для Леді Баґ, сподіваючись завоювати серце супергероїні. Але, як виявляється, кошеня, на якого він прицілився, не надто співпрацює…                                                                             |                          |                              |                       |                       |
| 6 | Fatal Posy               | Небезпечна Квітка            | 7 вересня 2018        | 6 вересня 2020        |
| Бажаючи подарувати Адріану, Леді Баґ вирощує для нього особливу квітку. Але вона не усвідомлює, що рослина насправді є хижим і що воно голодне! Супер-Кіт поспішає на допомогу!                                                                  |                          |                              |                       |                       |
| 7 | Scarybug                 | Леді Буу                     | 26 жовтня 2018        | TBA                   |
| У Парижі Гелловін, і Супер-Кіт твердо вирішив налякати Леді Баґ. Але супергероїня не сказала свого останнього слова! |                          |                              |                       |                       |
| 8 | Panic at the Park        | Паніка в Парку               | 18 листопада 2023     | TBA                   |
| 9 | The Cake Race            | Перегони Тортів              | 18 листопада 2023     | TBA                   |
| 10 | Good Sports              | Хороший Спорт                | 17 липня 2024         | TBA                   |

### Леді Баґ і Супер-Кіт. Дія. Короткометражки
| № | Оригінальна назва                    | Переклад                                                  |
| - | ------------------------------------ | --------------------------------------------------------- |
| 1 | Plastic: The story so far            | Пластик: історія                                          |
| 2 | Reduce, Reuse, Recycle               | Скорочення використання, повторне використання, переробка |
| 3 | Innovation & Creativity              | Інновації та креативність                                 |
| 4 | Youth Empowerment and Leadership     | Розширення можливостей та лідерство молоді                |
| 5 | Become an Advocate to Reduce Plastic | Почніть боротьбу за скорочення використання пластику      |

### Спецкороткометр (Промовідео)
| № | Оригінальна назва | Переклад від студії «1+1» | Дата показу у Франції | Дата показу в Україні |
| --- | ----------------- | ------------------------- | --------------------- | --------------------- |
| 1 | Gesti barriera    | Дотримуйтесь дистанції    | 3 червня 2020         | 23 серпня 2020        |
| Майстер Фу розповідає Леді Баґ і Супер-Коту про нового суперлиходія! Ним є жахливий вірус! Марінетт та Адріан дотримуються правил безпеки карантину: миють руки з милом, дотримуються дистанції, та врешті перемагають злючий вірус! |                   |                           |                       |                       |

## Фільми
| Назва | Режисер(и)                              | Сценарист(и) | Дата прем'єри у Франції | Дата прем'єри в Україні |
| --- | --------------------------------------- | ------------ | ----------------------- | ----------------------- |
| «Леді Баґ і Супер-Кіт: Фільм» | Джеремі Заг                             | Джеремі Заг  | 5 липня 2023            | ТВА                     |
| Коли безжальний лиходій погрожує викрасти дві чарівні коштовності з надзвичайними здібностями, Талісмани, тендітний підліток Марінетт вирішує одягнути костюм супергероя Леді Баґ. Жонглюючи своїми новознайденими здібностями та школою, вона об’єднує зусилля з харизматичним борцем зі злочинністю Супер-Котом. Вона навіть не підозрює, що за маскою ховається Адріан, сором’язливий однокласник, в якого вона закохалася. Коли їхні таємниці та серця зіштовхуються, хаотичний дует вирушає на сміливу місію, щоб перемогти мерзенний план Бражника. Від жахливих паризьких катакомб до сліпучих висот Нотр-Даму, зрештою, саме кохання захоплює їх у незабутню подорож. |                                         |              |                         |                         |
| «Леді Баґ і Супер-Кіт: Фільм 2» | TBA                                     | TBA          | 2028                    | ТВА                     |
| TBA |                                         |              |                         |                         |
| «Леді Баґ і Супер-Кіт: Фільм 3» | TBA                                     | TBA          | ТВА                     | ТВА                     |
| TBA |                                         |              |                         |                         |
| «Miraculous» | Джеремі Заг, Кріс Коламбус, Майкл Грасі | Томас Аструк | Скасовано               | Скасовано               |
| N/A |                                         |              |                         |                         |
| «Леді Левиця» | TBA                                     | TBA          | ТВА                     | TBA                     |
| TBA |                                         |              |                         |                         |